# Raja Gosnell
Raja Raymond Gosnell (sinh ngày 9 tháng 12 năm 1958) là một nhà làm phim và biên tập viên người Mỹ. Ông được biết đến với việc chỉ đạo sản xuất các bộ phim hài và phim về gia đình, nhiều trong số đó là nhượng quyền thương mại. Các tác phẩm nổi tiếng nhất của ông là: Never Been Kissed, Big Momma's House, Scooby-Doo, Home Alone 3, và Yours, Mine & Ours.

## Đầu đời
Gosnell được đặt theo tên của người bạn của cha ông, Raja Mohideen. Ông sinh ra ở Los Angeles, California vào ngày 9 tháng 12 năm 1958.

## Sự nghiệp
Sự nghiệp của Gosnell bắt đầu vào năm 1980 khi ông làm việc với đạo diễn Robert Altman và đảm nhiệm vai trò biên tập viên hỗ trợ cho bộ phim Popeye. Ông được ghi nhận với vai trò là biên tập viên chính lần đầu trong bộ phim The Silence. Sau đó, Gosnell tiếp tục nắm vai trò biên tập viên cho một số bộ phim, bao gồm Teen Wolf Too, Pretty Woman, và Rookie of the Year.
Ông cũng được biết đến với sự hợp tác với đạo diễn Chris Columbus, và là biên tập viên cho Home Alone, Home Alone 2: Lost in New York, và Mrs. Doubtfire.
Gosnell lần đầu tiên giữ vai trò đạo diễn trong bộ phim Home Alone 3 khi đạo diễn John Hughes tìm kiếm một đạo diễn cho dự án. Sau đó, ông tiếp tục làm đạo diễn cho nhiều bộ phim chiếu rạp khác, bao gồm Never Been Kissed, Big Momma's House, Scooby-Doo, Beverly Hills Chihuahua, và The Smurfs. Tuy nhiều bộ phim của ông không nhận được phê bình tích cực từ các nhà phê bình, song chúng thường rất thành công tại phòng vé. Năm 2021, Gosnell đồng đạo diễn với con trai mình, Bradley, trong Gun and a Hotel Bible bên cạnh Alicia Joy LeBlanc.

## Sự nghiệp điện ảnh
Đạo diễn
| Những bộ phim chưa được phát hành | Biểu thị những bộ phim chưa được phát hành |

| Năm  | Tựa đề                           | Ghi chú                              | Tham khảo |
| ---- | -------------------------------- | ------------------------------------ | --------- |
| 1997 | Home Alone 3                     |                                      | [ 4 ]     |
| 1999 | Never Been Kissed                |                                      | [ 5 ]     |
| 2000 | Big Momma's House                |                                      | [ 4 ]     |
| 2002 | Scooby-Doo                       |                                      |           |
| 2004 | Scooby-Doo 2: Monsters Unleashed |                                      |           |
| 2005 | Yours, Mine & Ours               |                                      |           |
| 2008 | Beverly Hills Chihuahua          |                                      |           |
| 2011 | The Smurfs                       |                                      |           |
| 2013 | The Smurfs 2                     |                                      |           |
| 2018 | Show Dogs                        | Đồng thời là giám đốc sản xuất       |           |
| 2021 | Gun and a Hotel Bible            | Đồng đạo diễn với Alicia Joy LeBlanc |           |
| TBA  | Santa: The Adventure Begins      |                                      |           |

Chỉ đảm nhiệm vai trò giám đốc sản xuất
- Smurfs: The Lost Village (2017)

Biên tập viên 
| Năm  | Tựa đề                             | Ghi chú              |
| ---- | ---------------------------------- | -------------------- |
| 1978 | Remember My Name                   | Biên tập viên phó    |
| 1979 | Quintet                            | Biên tập viên phó    |
| 1979 | A Perfect Couple                   | Biên tập viên phó    |
| 1980 | Health                             | Biên tập viên phó    |
| 1980 | Popeye                             | Biên tập viên phó    |
| 1982 | Making Love                        | Biên tập viên phó    |
| 1983 | Yellowbeard                        | Biên tập viên phó    |
| 1984 | The Lonely Guy                     |                      |
| 1986 | Monster in the Closet              |                      |
| 1986 | Weekend Warriors                   |                      |
| 1986 | The Return of Billy Jack           | Phim chưa hoàn thành |
| 1987 | Teen Wolf Too                      |                      |
| 1987 | Good Morning, Vietnam              | Biên tập viên hỗ trợ |
| 1988 | D.O.A.                             |                      |
| 1988 | Heartbreak Hotel                   |                      |
| 1990 | Pretty Woman                       |                      |
| 1990 | Home Alone                         |                      |
| 1991 | My Heroes Have Always Been Cowboys | Biên tập viên        |
| 1991 | Only the Lonely                    |                      |
| 1992 | Home Alone 2: Lost in New York     |                      |
| 1993 | Rookie of the Year                 |                      |
| 1993 | Mrs. Doubtfire                     |                      |
| 1994 | Exit to Eden                       | Biên tập viên hỗ trợ |
| 1994 | Miracle on 34th Street             |                      |
| 1995 | Nine Months                        |                      |